# John Shea (Schauspieler)

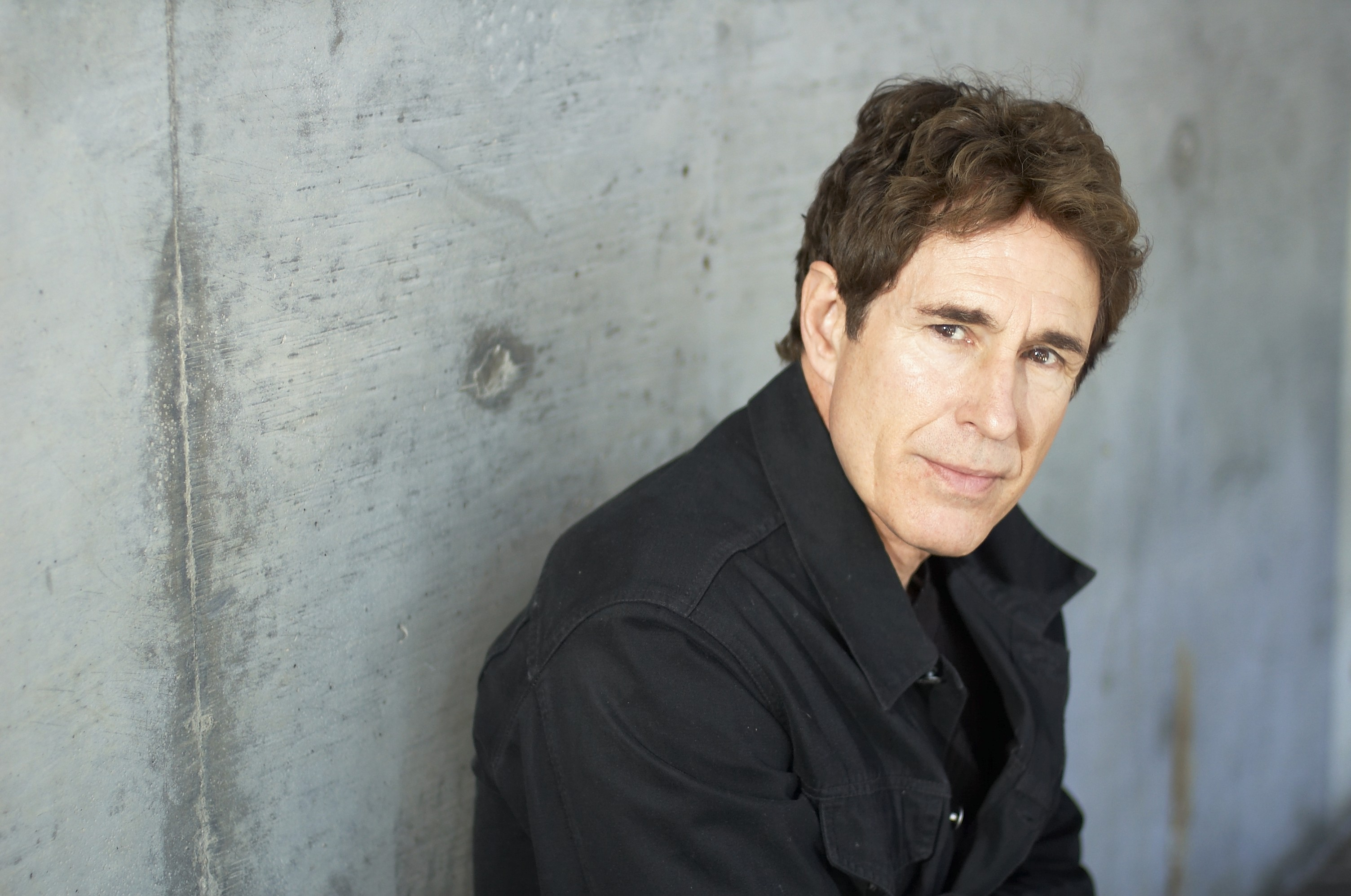
John Shea

John Shea, eigentlich John Victor Shea III (* 14. April 1949 in North Conway, New Hampshire) ist ein US-amerikanischer Schauspieler. Bekannt wurde Shea vor allem als hinterlistiger Lex Luthor in der Fernsehserie Superman – Die Abenteuer von Lois & Clark.

## Leben und Werk
Shea ist der Sohn von John Victor Shea Jr. und Elizabeth Mary (geborene Fuller). Er finanzierte sich sein Studium am Bates College in Lewiston, Maine, durch ein Stipendium. Danach machte er einen Abschluss an der Drama School der Yale University als Regisseur. Seine Bühnenkarriere startete er im Jahr 1975. Er kam nach New York und arbeitete dort in unterschiedlichen Bühnenstücken und Fernsehfilmen mit. In seiner Karriere spielte er sehr unterschiedliche Rollen, böse Charaktere wie Lex Luthor oder einen Nazi in der Miniserie Wölfe jagen nie alleine (Hitler’s S.S.: Portrait in Evil), aber auch Robert F. Kennedy. Immer wieder hatte er Gastauftritte im Fernsehen, zum Beispiel in Sex and the City, Geschichten aus der Gruft oder Law & Order: Special Victims Unit. Seine zweite große Fernsehrolle neben Superman war die Darstellung des Adam Kane in der Serie Mutant X.
Shea lebt (Stand 2016) mit seiner zweiten Frau Melissa (⚭ August 2001) und zwei Kindern in New York City und ist ein Gründungsmitglied des Nantucket Film Festivals. Er hat zudem ein Kind aus seiner ersten Ehe mit der Fotografin Laura Wilson Pettibone (⚭ 19. Juni 1971, geschieden 2000).
Seine zweite Frau lernte er bei einer zufälligen Begegnung kennen, als er in einer Kunstgalerie in Nantucket ein Ölgemälde einer Frau in einer Badewanne kaufte. Inspiriert durch dieses Ereignis stellte er im Jahr 2009 auf der Bühne einen Maler dar, der Hunderte von Bildern seiner Frau im Bad anfertigte. Als Vorbild diente der historische französische Künstler Pierre Bonnard und dessen Bildnis Frau im Bad (französisch La Toilette von 1908). Der Dramatiker Israel Horovitz führte Regie in dem Stück The Secret of Mme. Bonnard’s Bath in dem Shea und Stephanie Janssen die Hauptrollen spielten.
Mit diesem Stück kehrte er zu seinen Wurzeln zurück, denn bereits in der Mitte der 1970er Jahre hatte er auf der New Yorker Bühne fand viel Anerkennung erfahren, als er in der Rolle des Avigdor in Yentl sein Debüt am Broadway gegeben hatte.
Bislang zwei Mal trat Shea auch als Regisseur und Drehbuchautor in Erscheinung. 1998 inszenierte er Southie – Terror in South Boston. 2017 folgte Grey Lady.

## Auszeichnungen
- 1976: Theatre World Award für seine Darstellung des jüdischen Studenten Avigdor in der Bühnenversion von Yentl
- 1981 Nominierung als Outstanding Actor in a Play für den Drama Desk Award für American Days
- 1984: Best Actor Award beim Montreal World Film Festival für Windy City an der Seite von Kate Capshaw
- 1988: Emmy als Outstanding Supporting Actor in a Miniseriers or a Special für die Miniserie Baby M.[8]

## Filmografie
- 1977: Der Mann aus Atlantis (The Man from Atlantis)
- 1982: Vermißt (Missing)
- 1984: Windige Stadt (Windy City)
- 1985: Wölfe jagen nie allein (Hitler’s S.S.: Portrait in Evil)
- 1988: Katies Sehnsucht (Stealing Home)
- 1988: Baby M
- 1988: Morgen fängt das Leben an (A New Life)
- 1989: Schrei am Abgrund (Small Sacrifices, Fernsehfilm)
- 1989: Magie der Liebe (Magic Moments)
- 1989: Wer hat Angst vorm schwarzen Mann? (Do You Know the Muffin Man?)
- 1990–1991: Fernsehfieber (WIOU, Fernsehserie, 14 Folgen)
- 1992: Den Tod vor Augen (Ladykiller)
- 1992: Liebling, jetzt haben wir ein Riesenbaby (Honey I Blew Up The Kid)
- 1992: Freejack – Geisel der Zukunft (Freejack)
- 1993: Geschichten aus der Gruft (Tales from the Crypt, Fernsehserie, Folge 5x02)
- 1993–1997: Superman – Die Abenteuer von Lois & Clark (Lois & Clark: The New Adventures of Superman, Fernsehserie, 24 Folgen)
- 1994: Backstreet Justice – Knallhart und unbestechlich (Backstreet Justice)
- 1995: Zwei Singles im Doppelbett (Almost Perfect)
- 1995: Lauf, Jane lauf! (See Jane Run)
- 1996: Schönes Wochenende (A Weekend in the Country)
- 1996: Zur Lüge gezwungen (Forgotten Sins)
- 1999: Sex and the City (Fernsehserie, Folge 2x11)
- 1999: Get the Dog – Verrückt nach Liebe (Lost & Found)
- 2001–2004: Mutant X (Fernsehserie, 50 Folgen)
- 2003: Law & Order: Special Victims Unit
- 2005: Medium – Nichts bleibt verborgen (Medium, Fernsehserie, Folge 2x09)
- 2005, 2008: Criminal Intent – Verbrechen im Visier (Law & Order: Criminal Intent, Fernsehserie, 2 Folgen)
- 2006: Framed
- 2006: The Insurgents
- 2007–2009, 2012: Gossip Girl (Fernsehserie, 6 Folgen)
- 2011: 51
- 2012–2013: Good Wife (The Good Wife, Fernsehserie, 2 Folgen)
- 2015: Agent X (Fernsehserie, 10 Folgen)
- 2015: Elementary (Fernsehserie, Folge 4.06)
- 2017: Bones – Die Knochenjägerin Fernsehserie, (11.20)
- 2018: Deception – Magie des Verbrechens (Fernsehserie, Folge 1.03)